# SMACS J0723.3-7327
SMACS J0723.3-7327 é um aglomerado de galáxias com uma distância comóvel de 5,12 bilhões de anos-luz, dentro região sul da constelação de Volans (RA/Dec = 110.8375, −73.4391667). É um pedaço do céu visível do Hemisfério Sul na Terra e frequentemente observado pelo Hubble e outros telescópios em busca do passado profundo. Foi o alvo da primeira imagem colorida a ser revelada pelo Telescópio Espacial James Webb, fotografada usando o NIRCam.